# Usbeque Cã
Usbeque Cã (em russo: Узбек хан; romaniz.: Uzbek Khan; em tártaro: Үзбәк хан; romaniz.: Üzbäk Han) foi um nobre mongol do século XIV, filho de Togrilcha. Em 1313, sucedeu Tocta como cã do Canato da Horda Azul. Reinou até 1341, quando foi sucedido por Tini Begue.